# Chbar Ampov Muoy
Chbar Ampov Muoy es una comuna (khum) del distrito de Meanchey, en la provincia de Nom Pen, Camboya. En marzo de 2008 tenía una población estimada de 8848 habitantes.
Se encuentra ubicada junto a los ríos Mekong y Bassac, al sur del lago Sap (Tonlé Sap).